# St. Martinus (Kirchherten)

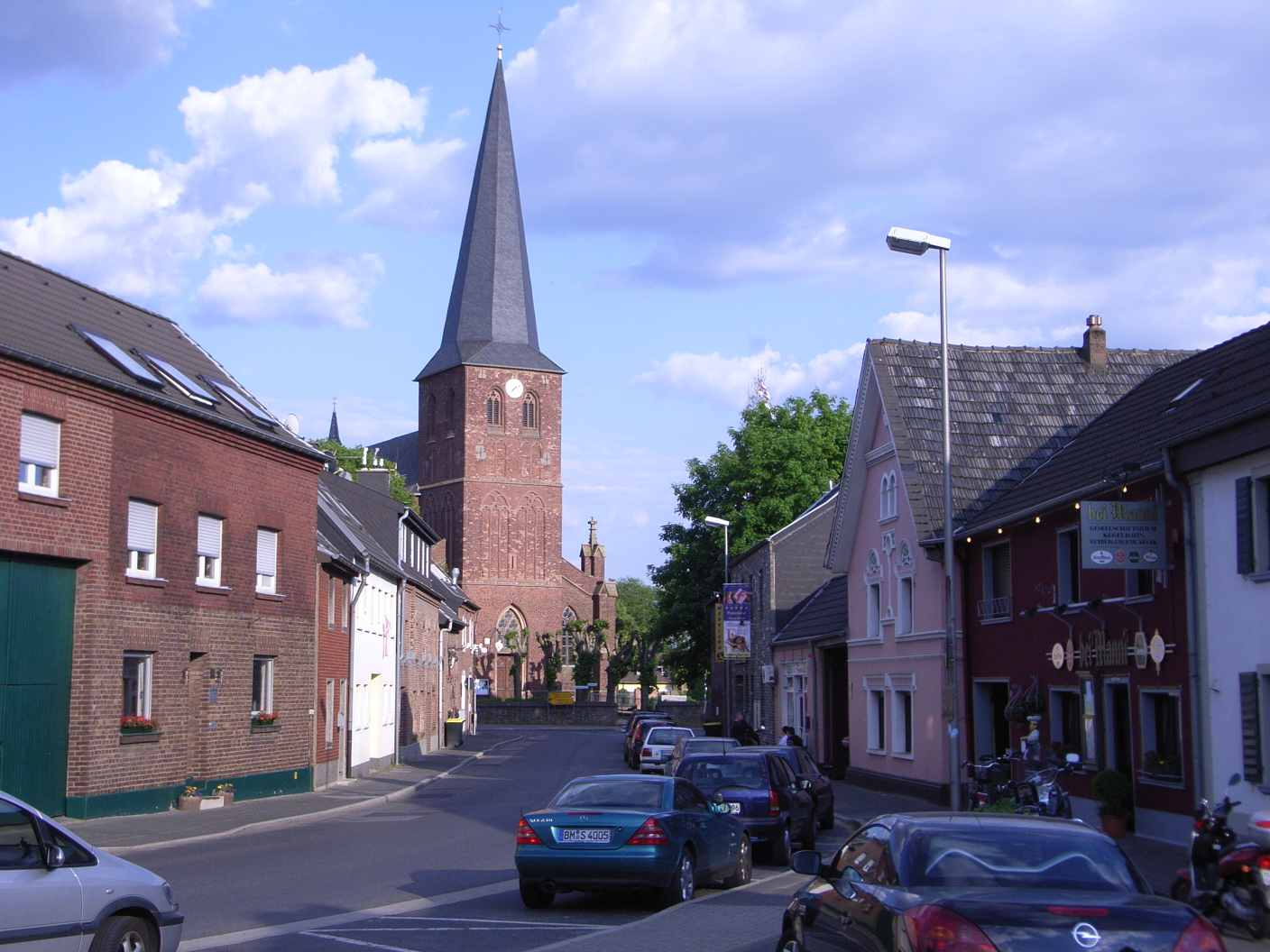
St. Martinus, Blick zum Turm

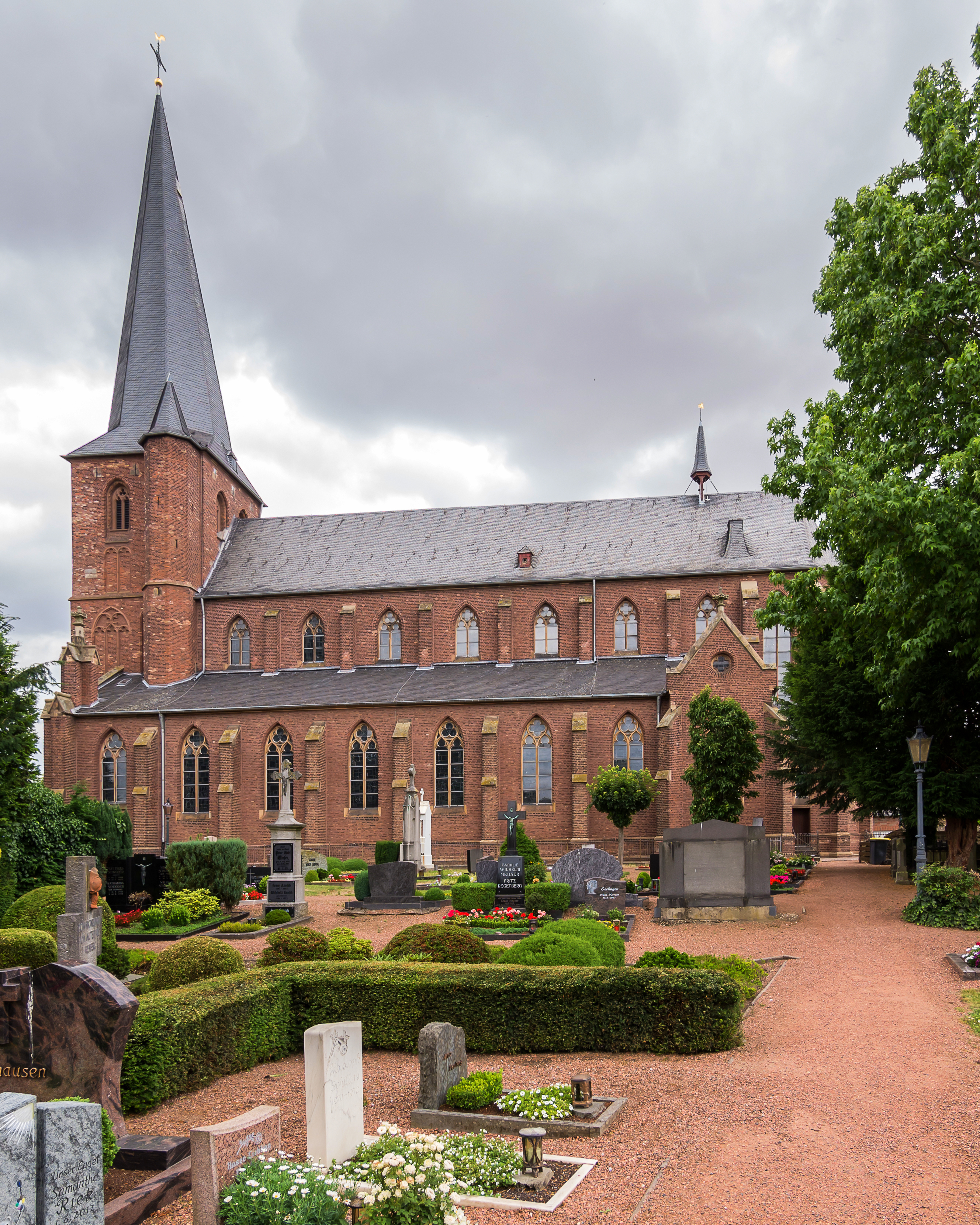
Blick von Süden

St. Martinus ist die römisch-katholische Kirche von Kirchherten, einem Ortsteil von Bedburg (Rhein-Erft-Kreis) in Nordrhein-Westfalen. 

## Geschichte
Die Anfänge der Kirche St. Martinus sind nicht geklärt. Im Jahr 1287 wurde das Teil-Patronat an der Pfarrkirche durch Gerhard von Jülich dem Kölner Domkapitel übertragen. 1350 war das Patronat zwischen dem Domkapitel und dem Stift Rellinghausen geteilt, als die Kirche der Kölner Domkantorei inkorporiert wurde. Seit dem 16. Jahrhundert stand das Patronat dem Landesherren zu. 
Im 15. Jahrhundert wurde die romanische Kirche St. Martinus durch einen einschiffigen Bau im Stil der Spätgotik ersetzt, der 1513 Seitenschiffe erhielt. 1642 wurde die Kirche durch weimarisch-hessische Truppen niedergebrannt und in den folgenden Jahren das Langhaus neu erbaut. Das Langhaus war 1857 so baufällig, dass es durch eine dreischiffige neugotische Basilika unter Beibehaltung des spätgotischen Turms aus dem 15. Jahrhundert ersetzt wurde.
Der dreigeschossige Turm erhielt beim Neubau der Kirche im Untergeschoss ein vergrößertes Westportal. Die beiden Obergeschosse besitzen eine feine Blendengliederung mit zierlichem gotischem Maßwerk.

## Glocken
Im Turm der Martinus-Kirche hängen vier Bronzeglocken, die drei größten der renommierten Glockengießerei Otto aus Hemelingen/Bremen. Die kleine Glocke ist historisch und stammt noch aus dem alten Geläut. Die Glocken sind gestimmt auf: d′ – e′ – fis′ – g′. Sie haben folgende Durchmesser: 1426 mm, 1278 mm, 1136 mm und wiegen: 1890 kg, 1354 kg, 976 kg und ca. 750 kg.